# معادله مانینگ

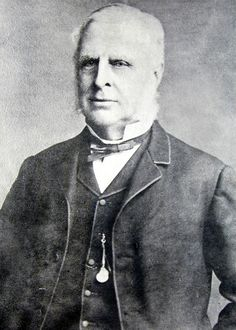
رابرت مانینگ (1816-1897)

معادله مانینگ (به انگلیسی: Manning formula) معادله تجربی مربوطه جریان کانال باز است. این معادله ابتدا در سال ۱۸۶۷ توسط مهندس فرانسوی فیلیپ گایئوکلر ارائه شد و سپس در سال ۱۸۹۰ توسط مهندس ایرلندی رابرت مانینگ دوباره طراحی و توسعه داده شد.
معادله مانینگ یکی از اساسی ترین معادلات در طراحی کانال ها و سازه های وابسته می باشد. از این معادله برای یافتن عمق نرمال کانال و یا عمق های بحرانی و مزدوج کانال ها در طراحی سرریز ها و دریچه ها استفاده فراوانی می گردد.
معادله مانینگ-گایئوکلر:
{\displaystyle V={\frac {k}{n}}R_{h}^{2/3}\cdot S^{1/2}}
{\displaystyle Q={k \over n}A.R_{h}^{\tfrac {2}{3}}.S^{\tfrac {1}{2}}}
که در آن:
| V  | سرعت متوسط (ft/s, m/s)                                                        |
| Q  | دبی متوسط خروجی (ft^3/s, m^3/s)                                               |
| k  | یک تبدیل برای ثابت برابر با ۱٫۴۸۶ واحد مرسوم آمریکا یا ۱٫۰ برای واحدهای اس آی |
| n  | ضریب مانینگ (s/m^(1/3                                                         |
| Rh | شعاع هیدرولیکی (نسبت مساحت سطح مقطع به محیط خیس شده) (ft, m)                  |
| S  | شیب افقی کانال (ft/ft, m/m) (S = hf/L)                                        |